# Las sillas

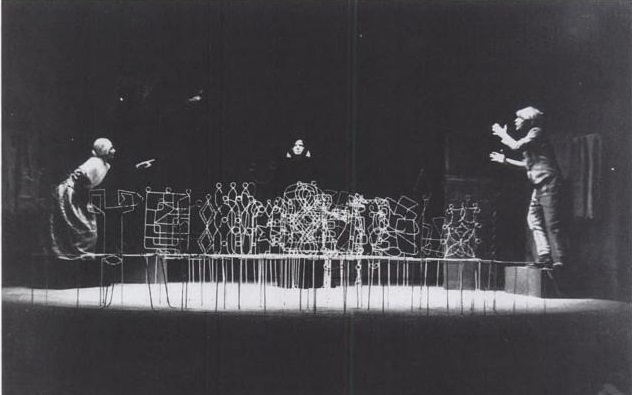
Las sillas obra de teatro en un acto de Eugène Ionesco

Las sillas (en francés Les Chaises) es una obra de teatro en un acto de Eugène Ionesco y la tercera del escritor franco-rumano, un destacado representante del teatro del absurdo.
La farsa, descrita por el autor como "trágica", fue escrita en la primavera de 1951 y representada por primera vez en París el 22 de abril de 1952 en el Théâtre Lancry, dirigida por Sylvain Dhomme con Paul Chevalier y Tsilla Chelton. El presupuesto era tan bajo que, en las horas previas al estreno, Ionesco y su productor "todavía estaban tratando de recolectar treinta y cinco sillas a juego del tamaño y la apariencia adecuadas, apelando a los amables propietarios de los cafés". Financieramente, la empresa fue un desastre. Con demasiada frecuencia, las sillas vacías en el escenario eran un fiel reflejo de los asientos vacíos frente al escenario.
La obra fue reestrenada en el Studio des Champs-Élysées bajo la dirección de Jacques Mauclair el 10 de febrero de 1956.

## Trama
Poppet y Semiramis, una pareja de ancianos, él de 95 y ella de 94 años, viven en una torre redonda y destartalada en una isla infestada de mosquitos y rodeada de aguas sucias. Para escapar del triste aburrimiento de su presente, se revuelcan en los ingenuos recuerdos de su antigua felicidad compartida. Parecen ser los últimos supervivientes de un mundo postapocalíptico: París ya no existe, los Pirineos han desaparecido y todos los puentes han sido quemados.
Poppet dice que tiene un gran mensaje para la humanidad y ha contratado a un Orador para que se lo transmita a sus invitados. Cuando llegan éstos, son invisibles para la audiencia, pero la pareja trae sillas y se entabla una conversación. Están "presentes" -entre otros- una ex amante del Anciano y un fotógrafo con quien la Anciana coquetea. La pareja les cuenta historias contradictorias sobre sus pasado. Acomodan frenéticamente sillas para más y más invitados invisibles. La sala parece estar repleta y la pareja actúa como ujier. El ritmo de la trama lo dicta el timbre de la puerta de entrada, que se vuelve cada vez más urgente y amenazante con el tiempo, y las puertas, que se abren y cierran como por arte de magia. El espectador aprende cada vez más sobre la larga historia matrimonial de los dos ancianos, pero sobre todo sobre su aislamiento y la imposibilidad de una comunicación real en el interminable ciclo de su vida. La histeria de los anfitriones, sofocados en la maraña de sillas y perdiéndose de vista, crece, y los confusos cumplidos de Poppet para con los invitados, repetidos como eco por Semiramis, aumentan paulatinamente. Están muy emocionados cuando llega el Emperador, también invisible. El Anciano habla con grandiosidad cada vez mayor sobre su vida y el mensaje que espera salvará a la humanidad.
Finalmente aparece el propio Orador, un hombre real con un aire algo farsante y arrogante. Completamente fascinados de que la quintaesencia de todas sus experiencias ahora se exprese y su vida se transfigure en una leyenda -felicidad que ya no se puede aumentar- Poppet y Semiramis, en un éxtasis final, se suicidan arrojándose al agua por las ventanas de la torre.
Mientras que al final de la pieza el ruido del público invisible es difundido a través de los altavoces, los espectadores se percatan de que el ansiado Orador es visible pero sordomudo y solo puede emitir un balbuceo ronco en lugar de palabras comprensibles. Escribe unos signos enigmáticos y la palabra “Adieu” en la pizarra, se aleja y deja al público solo frente a las filas de sillas vacías con los ojos en las puertas abiertas apuntando a la nada.

## Análisis

### Género
Al igual que la obra anterior de Ionesco La cantante calva (1950), Las sillas pertenece al teatro del absurdo, presentando una visión del mundo sin sentido o sin propósito.
Ionesco rechazó el teatro "realista" como una trampa para el público y pretendió, en cambio, hacer que el espectador "participe en un acto de imaginación que su razón le dice que es absurdo, pero que contiene todo lo absurdo,  pesadillesco y contradictorio" de la realidad.
La pieza ofrece una combinación paradójica de la desolación de Beckett y la locura de los hermanos Marx y vincula sus típicas escenas con el clímax específico que es tan característico de la mayoría de las obras de Ionesco. Al igual que en los dramas La cantante calva (La cantatrice chauve) y La lección (La Leçon), el tiovivo de frases y anécdotas, elogios y reproches se acelera paulatinamente, sillas son arrastradas, hay chillidos y puertas que se abren de golpe, para finalmente acelerar en una vertiginosa pirueta antes de detenerse repentinamente y arrojar a los protagonistas fuera del escenario.
Cuando se reconoció que Ionesco pertenecía a la vanguardia literaria y había creado un antiteatro, Ionesco descartó la valoración como una vaga fórmula que simplemente demostraba que había creado algo nuevo. Dijo al respecto: "Quizás la renovación consiste en el intento de ampliar la expresión teatral dejando jugar la escenografía y el atrezo y exigiendo una interpretación simplificada y clara del ejecutante. Los actores pudieron encontrar un estilo más natural y exagerado. Un juego que se sitúa entre el juego de personajes realistas y el juego de marionetas. Insólito en lo natural y natural en lo insólito.

#### Función del teatro
La pizarra del Orador y las sillas vacías, denotan algo sobre el teatro como institución educativa en general: su mensaje se niega expresamente en tanto aprendizaje en el aula. El teatro como "escuela de la nación"  (Lessing) como "institución moral"  (Schiller) había tenido su época. Al igual que en La lección, donde Ionesco ya utiliza la escuela como telón de fondo de su historia en el título, Las sillas también muestra que ya no se puede esperar seriamente una enseñanza ilustrada o incluso un aprendizaje desde el escenario. Los actores del teatro del absurdo están, como siempre, profundamente frustrados en su búsqueda de significado.
Ionesco es la antípoda de Bertolt Brecht, el autor de “Lehrstücke” (piezas pedagógicas). Las sillas engañan “todas las expectativas de que hay explicaciones del mundo, certezas de salvación. Ahora sabemos que el sentido que Brecht vio en la historia era absurdo (de forma utópica) y que el absurdo que Ionesco le contrapuso, tenía un sentido absurdo. Fiel a su modelo a seguir Samuel Beckett, quien afirmaba que sus textos daban vueltas y por tanto no expresaban nada, precisamente porque en la modernidad ya no hay nada más que expresar, Ionesco también ve cumplida su misión en este momento. cuando expresa tal inexpresividad. Y al igual que su modelo a seguir Beckett en Esperando a Godot, en vista de tal absurdo al final de su pieza, Ionesco cita a Dios con picardía como una reminiscencia y epítome del antiguo objetivo de la búsqueda humana de significado: Godot (inglés "pequeño Dios") se convierte en su saludo de despedida "Adieu" (del francés «á dieu» (a Dios)).

### Base filosófica
La obra aborda la filosofía del absurdo, refiriéndose al conflicto entre la tendencia humana a buscar el sentido de la vida y la incapacidad para encontrarlo. Ionesco sugiere que "la vida es esencialmente un sin sentido, el progreso una ilusión y la totalidad de nuestra experiencia no es más que un pedazo de galimatías incomprensible".
La única proposición fundamental que tienen en común Sartre, por un lado, y Beckett, Genet, Arrabal e Ionesco, por el otro, es que, en la raíz de la conciencia, y de hecho de todo Ser, hay un Vacío –un Néant–. y que este Vacío es el punto de partida de toda lucidez, toda experiencia, toda "personalidad" y toda verdad.
Preguntado por una explicación de su obra, Ionesco escribe en un prefacio a Las sillas: “El mundo a veces me parece vacío de conceptos y lo real irreal. Quería expresar este sentimiento de irrealidad, la búsqueda de una realidad esencial, olvidada, sin nombre, fuera de la cual no creo ser, a través de mis personajes, que vagan en lo incoherente y que no son dueños de nada más que de su miedo, de sus arrepentimientos, de su fracaso, del vacío de sus vidas. Los seres arrojados a algo desprovisto de sentido sólo pueden parecer grotescos, y su sufrimiento no es más que una trágica burla. Dado que el mundo sigue siendo incomprensible para mí, ¿cómo podría comprender mi propio juego? Estoy esperando a que alguien me lo explique. "
En una carta a su director Sylvain Dhomme, Ionesco se negó cualquier interpretación de la obra, pero especificó: El tema de la obra no son los fracasos y percances de los ancianos, sino las propias sillas vacías, "eso significa la ausencia del pueblo, la ausencia de César, la ausencia de Dios, la ausencia de materia, la irrealidad del mundo, el vacío metafísico; el tema de la obra es la nada […] la presencia de lo invisible debe volverse cada vez más tangible, cada vez más real (si quieres hacer irreal lo real, tienes que hacer real lo irreal), hasta que finalmente llegues a el punto -el de la mente inadmisible, inaceptable- ya que lo irreal empieza a hablar, casi a moverse [...] la nada se vuelve audible, concreta".
En la misma carta, Ionesco afirma que el sonido de los espectadores registrado al final es el momento más importante de toda la obra: en ese momento el público sólo debe enfrentarse a las sillas vacías en un escenario vacío, decorado con serpentinas de papel y salpicado de confeti inútil, que transmite la impresión de tristeza, vacío y desilusión que se tiene al final de un acto de baile en un salón de baile. Esto inexplicablemente da vida a las sillas, a todo el escenario y al vacío (porque ese es el efecto más allá de la razón, verdaderamente en su improbabilidad, lo que hay que buscar y alcanzar), la lógica se vuelca y nacen nuevas dudas.

### Personajes
En el mundo de Ionesco, la ilusión cuidadosamente construida de la lógica humana se desmorona en la contradicción. "No queda nada más que una serie interminable de fenómenos sin causa y sin relación: un mundo de coincidencia infinita". A la Anciana le han contado la misma historia todas las noches durante 75 años, pero la olvida y comienza de nuevo cada noche con una mente fresca.
Dramáticamente, esta amnesia "implica la desintegración total del concepto clásico de carácter". Las relaciones evolucionan en extrañas permutaciones: la Anciana es a la vez esposa y madre; su esposo es a la vez anciano y bebé. El objetivo de Ionesco es "crear una versión viva de la 'realidad', lo suficientemente amplia como para abarcar lo racional y lo irracional al mismo tiempo".
El matrimonio ritualizado de la pareja de clase media representa la ociosidad de la existencia humana. En vano han buscado la estabilidad en una relación bidireccional durante 75 años. Después de una vida fallida, ahora se aferran, declamando frases sin sentido y falacias, al mundo ficticio de los sueños incumplidos y, sin embargo, al mismo tiempo son tan presumidos que captan tal confusión como algo sabio. Pero los asientos siguen desocupados, y nadie quiere escuchar el supuesto "mensaje feliz" que se supone debe anunciar el Orador designado y que de todos modos consiste solo en un incomprensible repiqueteo.
Dijo Ionescu al respecto: La pareja es el mundo mismo, es el hombre y la mujer, Adán y Eva, las dos mitades de la humanidad que se aman, se encuentran, que están hartas y cansadas de amarse; que, a pesar de todo, no pueden no amarse, que no pueden existir sino juntos. La pareja está unida por 75 años de matrimonio, pero aún no están de acuerdo sobre hechos simples como si tuvieron hijos y si el Anciano amaba a su madre. "Si no podemos ponernos de acuerdo sobre nuestra experiencia, pregunta Ionesco, ¿qué esperanza tenemos de comprender el mundo más allá de nosotros?"  Una cosa que la pareja comparte es el recuerdo de llegar a la puerta de un jardín, posiblemente el mismo París. Han tratado de expresarlo cada noche durante 75 años. Este "sueño de luminosidad" puede representar la idea de Ionesco de que "la percepción lúcida de la falta de sentido es en sí misma un acto significativo, el único significativo".
Uno de los dispositivos favoritos de Ionesco es comenzar con un escenario vacío y llenarlo con objetos que proliferan. Las sillas simbolizan la alienación de la pareja del mundo y su escape de las realidades de la vejez y la soledad hacia un mundo de fantasía de mentiras, ilusiones y fabricaciones. Cuando la Anciana se convierte en ujier, Ionesco está señalando que el teatro también es una especie de ilusión, y por tanto que "todos vivimos de ilusión".

### Lenguaje
Al igual que Beckett, Ionesco escribió en francés pero no era un hablante nativo. Esta ligera alienación del pensamiento y el lenguaje se convirtió en un elemento primordial de su filosofía. "El lenguaje mismo es una manifestación intrínseca del absurdo".
"A los efectos de demostrar en términos dramáticos el absurdo del lenguaje, el arma favorita de Ionesco es la perogrullada". Para revelar su absurdo, los lugares comunes de Ionesco se contradicen, se confunden, mantienen el sonido pero descartan el sentido. Las palabras parecen prometer todo, pero la promesa no se cumple. El Orador inarticulado lleva esta idea al extremo.
En la obra, el Anciano llama a la Anciana Semiramis, el nombre de una antigua reina asiria semimítica. Esto podría ser una referencia a la Torre de Babel.

### Estilo
“El tono básico de Las sillas es el de bathos. El ritmo acelerado con el que llegan los invitados crea una sensación de expectación que se desinfla por el mutismo del Orador y la incomprensibilidad de su mensaje escrito.” 
La obra contiene muchos elementos cómicos. Por ejemplo, al tratar de "imitar febrero", las direcciones escénicas de Ionesco indican que el Anciano "se rasca la cabeza como Stan Laurel ". La falta de sentido de la obra solo cobra, sin embargo, sentido, si a la frivolidad "se le da una dimensión de seriedad y a la farsa una de tragedia".

## Recepción
Cuando Las sillas se estrenó en París en 1952, la reacción de la crítica fue menos positiva que en otras obras tempranas de Ionesco, quizás porque los críticos esperaban "más ingenio, más fuegos artificiales verbales y menos patetismo", o porque la producción siguió el texto con "literalidad minuciosa"  Los escritores, por el contrario, defendieron la obra. Jacques Audiberti describió la obra como "una obra maestra".
Su estreno en Londres en 1957 fue polémico, llegando poco después del drama realista Look Back in Anger, que había sido elogiado por Kenneth Tynan, como recuerda su actriz principal Joan PlowrightTynan expresó su disgusto por la visión nihilista de Ionesco de que la comunicación entre los seres humanos es imposible; y pasó a castigar a los que defendían el escape del realismo del dramaturgo. Advirtió que no debe ser emulado como la puerta de entrada al teatro del futuro. Esto desencadenó una vigorosa controversia sobre los méritos del autor de origen rumano y se convirtió en un debate sobre el papel del artista en la sociedad. Ionesco escribió a The Observer en su propia defensa, afirmando que una obra de arte no tiene nada que ver con la doctrina y diciendo que el trabajo de un crítico era mirarla y decidir si era fiel a su propia naturaleza. Devine escribió defendiendo la concepción del teatro como arte de su autor y Orson Welles se unió a Tynan, diciendo que "un artista debe confirmar los valores de su sociedad, ya que debe desafiarlos".
Michael Billington incluyó Las sillas como una de las "101 mejores obras de teatro" por la fuerza de su imagen central de "dos ancianos corriendo en un frenesí maníaco llenando el escenario con sillas para un grupo de invitados invisibles".